# Guerdy J. Préval
Pour les articles homonymes, voir Préval (homonymie).
 (décembre 2014).
Guerdy Jacques Préval, né à Port-au-Prince (Haïti) en 1950, est un peintre haïtiano-canadien. Il vit et travaille à Montréal.

## Biographie
Guerdy Jacques Préval débute très jeune par des cours d'été de céramique, puis de peinture à l'Atelier Poto-Mitan animé par les peintres Tiga et Dorcély. Plus tard, à l'Athénée Studio Art, il poursuit son apprentissage en regardant travailler des aînés comme Emmanuel Pierre-Charles et Valentin Iviquel qui deviendront très vite ses amis. 
En 1972, il émigre à Montréal où, parallèlement à ses activités d’artiste, il obtient un Bachelor of Art et une maîtrise en Études de l’art à l’Université du Québec à Montréal (UQAM). En 2001, il expose son travail à la 49e édition de la Biennale d’art contemporain de Venise.

## Œuvre
La peinture de Guerdy J. Préval, selon l’historien de l’art Carlo A. Célius, « manifeste […] une passion des belles formes, des couleurs lumineuses, une virtuosité du dessin et une habileté dans les jeux de construction spatiale qui, cependant, n’aboutissent jamais à un pur formalisme ». 
En effet, il y a dans la peinture de Préval une tension permanente entre le figuratif et l’abstrait qui ne vise qu’à un objectif : rompre avec un certain classicisme. On y trouve autant de moments agités que de zones sourdes ou silencieuses. Tantôt ils cherchent à cerner les principes de force et de fragilité de l'humain. Tantôt ils évoquent l’Histoire la plus immédiate, celle du pays natal en particulier. Ces échos d’une terre meurtrie, Haïti, participent grandement de l’esthétique de Préval. 

Toutefois, Préval reste « un peintre du corps ». « C’est en partant du corps, toujours selon Carlo A. Célius, que se révèlent deux autres caractéristiques essentielles de son travail : l’érotisme et l’onirisme, le premier comme mise en forme et le second comme mise en espace. Le corps, le plus souvent féminin, érotisé dans ses postures, ses formes, par les symboles associés et les situations suggérées, surgit, agit, se meut dans un espace onirique… »
Il a eu le privilège de présenter, dans des expositions individuelles et collectives, ses œuvres à travers le monde, en particulier à Hong Kong, Paris, Venise, Rome, Montréal, Toronto, New York, Miami, Boston, Santo Domingo (République dominicaine), Port-au-Prince et Lagos (Nigeria). Ses œuvres figurent dans plusieurs ouvrages d’art, notamment Le Guide Vallée, le guide des arts visuels canadien.
Par ailleurs, Guerdy Jacques Préval poursuit des recherches sur les expressions culturelles populaires haïtiennes, qu'il publie régulièrement sous forme d'ouvrages et d'articles.
L'artiste, qui vit à Montréal après quelques tentatives de retour au pays natal, a reçu plusieurs prix, des bourses de soutien à la création des deux paliers gouvernementaux canadiens : fédéral et provincial.

## Distinctions
- 2001 Expose son travail à la 49e Biennale d'art contemporain de Venise
- 1980 Seul artiste contemporain à avoir exposé ses œuvres à la Place Royale, Québec, Canada
- 1976 Deuxième Lauréat au Concours "Gouverneurs de la Rosée", Port-au-Prince, Haïti

## Expositions
Quelques expositions personnelles
- 2003 "Entretien", Galerie Entre-Cadre (Montréal, Canada)
- 1995 "Peinture en extase", Galerie Entre-Cadre (Montréal, Canada
- 1994 "Souvenirs ankylosés", Galerie Entre-Cadre (Montréal, Canada)
- 1990 "Nuances", Institut Français d’Haïti (Port-au-Prince, Haïti)
- 1985 La Ataranza (Santo Domingo, République Dominicaine)
- 1980 Place Royale, Québec, Canada
- 1980 "Haiti-Diaspora", Université du Québec à Montréal (Montréal, Canada)
- 1979 Complexe Desjardins (Montréal, Canada)
- 1974 Mont-Tremblant (Québec, Canada)
- 1972 Athénée Studio Art (Port-au-Prince, Haïti)
- 1969 Académie des Beaux-Arts (Port-au-Prince, Haïti)

Quelques expositions collectives
- 2005 Art Off the Main, Puck Building (New York, États-Unis d'Amérique)
- 2004 Art Off the Main, Puck Building (New York, États-Unis d'Amérique)
- 2004 Bank Street College of Education (New York, États-Unis d'Amérique)
- 2001 49e Biennale internationale de Venise (Venise, Italie)
- 2001 "Les peintres du vodou", Institut Italo-Latino-Américain (Rome, Italie)
- 2000 Bergeron Gallery (Ottawa, Canada)
- 1999 Galerie Carmel (Ottawa, Canada)
- 1989 "Festival Gallery" (Haïti)
- 1987 "Art Contemporain au Grand Palais" (Paris, France)
- 1986 UNESCO (New York, États-Unis d'Amérique)
- 1983 International Festival of Arts (Montréal, Canada)
- 1977 Lee Garden (Hong Kong, Chine)
- 1976 Nations unies (New York, États-Unis d'Amérique)
- 1976 Concours "Gouverneurs de la Rosée", Galerie Nader (Port-au-Prince, Haïti)
- 1975 Columbia University’s "New York World Fair" (New York, États-Unis d'Amérique)
- 1969 Académie des Beaux-Arts (Port-au-Prince, Haïti)

## Publications
- Proverbes haïtiens illustrés, National Museums of Canada, Ottawa, 1985.
- Gérard Dupervil ou La Voix d'une génération, Ilan-Ilan éditeur, Sherbrooke, 1995.
- La Musique populaire haïtienne de l'ère coloniale à nos jours, éditions Histoires Nouvelles, Montréal, 2003.
- Histoire d'Haïti : la nôtre, éditions Histoires Nouvelles, Montréal, 2008.
- Histoire de la culture haïtienne, éditions Histoires Nouvelles, Montréal, 2012.
- Dialogue avec l'Histoire. Tome I. Pour mieux connaître le vrai visage de l'occupation américaine, de 1915 à nos jours, éditions Histoires Nouvelles, Montréal, 2017.
- Dialogue avec l'Histoire. Tome II. De la Croix du débarquement de Christophe Colomb et le pourquoi du débarquement des Marines américains, éditions Histoires Nouvelles, Montréal, 2017.
- D'un royaume à l'autre : le roi Coupé Cloué et ses héroïnes, éditions Histoires Nouvelles, Montréal, 2018.

## Sources
- (fr + en) Marie-José Nadal-Gardère et Gérald Bloncourt, La Peinture Haïtienne / Haitian arts, Paris France, Nathan, 1986 (ISBN 2-09-161501-3)
- Michel Philippe Lerebours, Haïti et ses peintres de 1804 à 1980. Souffrances & Espoirs d'un Peupl, t. 2, Port-au-Prince, 1989 (ISBN 978-0-9638599-0-7).
- Guide Vallée : Biographies et cotes de 1000 artistes, édition II, Félix Vallée éditeur, Montréal, 1989, vol. 6, pp. 1831-1832.
- Guide Vallée : Biographies et cotes de 1570 artistes, édition III, Félix Vallée éditeur, Montréal, 1993, vol. 6, pp. 1831-1832.